# Italiana TV Magazine
Italiana Tv Magazine è un format televisivo in lingua italiana, inglese e negli idiomi del paese di messa in onda. È nato come evoluzione di Italiana Archiviato il 31 agosto 2016 in Internet Archive., un magazine cartaceo trimestrale diffuso in tutto il mondo.

## La trasmissione
Il programma è dedicato alla promozione dei settori di eccellenza del Made in Italy (arte, cultura, territorio, cucina, turismo, fashion e design) e si compone di brevi rubriche incentrate sulle aziende italiane, sui loro prodotti e sulla loro storia. La prima edizione, andata in onda nel 2015, è strutturata in ventotto puntate della durata di ventisei minuti. Il programma è stato trasmesso sui principali canali televisivi esteri grazie agli accordi di partnership con le TV degli Emirati Arabi, del Medio Oriente, del Nord Africa, del Canada, della Russia e della Cina. Un nuovo ciclo di quarantotto puntate andrà invece in onda entro l’anno 2016 su Tv e web tv nelle Americhe e in Asia Pacifica.